# Lenka Šarounová
Lenka Kotková, nacida Šarounová (Dobřichovice; 26 de julio de 1973), es una astrónoma checa.
Es una prolífica descubridora de asteroides. Trabaja en el Observatorio de Ondřejov, situado cerca de Praga. Además de numerosos asteroides del cinturón principal, también descubrió el asteroide de órbita marciana (9671) Hemera y el del grupo de Hilda (21804) Václavneumann.
Estudió meteorología en la Facultad de Matemáticas y Física de la Universidad Carolina de Praga. Sus tareas en el Instituto Astronómico AV ČR en Ondřejov son principalmente el desarrollo de bases de datos, la observación espectroscópica y fotométrica y el procesamiento de datos. Durante su trabajo en el departamento de materia interplanetaria su labor principal era la observación de asteroides cercanos a la Tierra, junto con Petr Pravec y Peter Kušnirák identificó una gran proporción de los asteroides binarios conocidos. En la misma época descubrió o codescubrió más de cien asteroides. En la actualidad Šarounová trabaja como observadora en el departamento estelar con un telescopio de dos metros en Ondřejov.
En el año 2000 recibió el Premio Kviz Zdeněk de la Sociedad Astronómica Checa por un importante trabajo en la investigación de las estrellas variables. 
El asteroide (10390) Lenka, descubierto por sus colegas Petr Pravec y Marek Wolf en 1997, lleva ese nombre en su honor. El asteroide (60001) Adélka, descubierto por ella en 1999, lleva el nombre de su hija, y el (7897) Bohuška, descubierto por ella en 1995, lleva el nombre de su madre, Bohumila Šarounová. Otro asteroide descubierto por ella en 1997, fue bautizado en 2002 con el nombre del legendario teatro praguense Semafor.